# 797 Gruziński Batalion Piechoty
797 Gruziński Batalion Piechoty (niem. Georgische Infanterie Bataillon 797) – oddział wojskowy Wehrmachtu złożony z Gruzinów podczas II wojny światowej.

## Historia
Batalion został sformowany 21 listopada 1942 r. w Radomiu. Wchodził formalnie w skład Legionu Gruzińskiego. Miał pięć kompanii. Otrzymał nieformalną nazwę 797 Gruzińskiego Batalionu Piechoty "Car Irakli II Bagration". Wiosną 1943 r. trafił na front wschodni. Na jego czele stanął kpt. Billesfeld, a następnie kpt. Masberg. Pod koniec 1943 r. przeniesiono go do okupowanej Francji. Zwalczał partyzantkę w regionie Limousin w składzie tzw. Dywizji Brehmer. Część Gruzinów zdezerterowała do francuskich partyzantów, niektórzy zostali schwytani przez Niemców i rozstrzelani. W poł. kwietnia 1944 r. wszedł w skład 752 Pułku Grenadierów do Zadań Specjalnych 709 Dywizji Piechoty gen. Karla-Wilhelma von Schliebena, stacjonującej w Normandii. Rozmieszczono go w rejonie Coutances. Na przełomie kwietnia/maja 1944 r. w Dordogne doszło do buntu części gruzińskich żołnierzy, w wyniku czego większość z nich zbiegła do francuskich partyzantów. Około 200 Gruzinów zostało rozbrojonych i osadzonych w obozie w Sissonne. Oficjalnie batalion rozwiązano 14 października 1944 r.